# Tania Strecker
Tania Strecker, Vorname auch Tanya geschrieben (* 26. Juni 1973) ist eine dänische, in Großbritannien lebende Fernsehmoderatorin.
Popularität erzielte sie unter anderem durch ihre Beziehungen mit Guy Ritchie und Robbie Williams. Verheiratet ist sie seit 2005 mit Anthony de Rothschild, einem Mitglied der bekannten Bankiers-Dynastie.
In einigen Fernsehserien hatte sie kleinere Auftritte, unter anderen in Loose Women und Road Raja im Jahr 2004, sowie 1999 in Naked Elvis.